# Opilia
Opilia es un género con 33 especies de plantas de flores perteneciente a la familia Opiliaceae. Son nativos de los trópicos del Viejo Mundo. 

## Especies seleccionadas
| - Opilia acuminata - Opilia afzelii - Opilia amentacea - Opilia angiensis - Opilia angolensis - Opilia angustifolia - Opilia bruneeli - Opilia campestris - Opilia celtidifolia - Opilia congolana - Opilia cumingiana | - Opilia fragrans - Opilia javanica - Opilia latifolia - Opilia macrocarpa - Opilia manillana - Opilia mildbraedii - Opilia minutiflora - Opilia obovata - Opilia odorata - Opilia odoratissima - Opilia parviflora | - Opilia pentitdis - Opilia ruwenzoriensis - Opilia sadebeckii - Opilia senegalensis - Opilia sparsiflora - Opilia stapfiana - Opilia strobilifera - Opilia thorelii - Opilia tomentella - Opilia trinervia - Opilia umbellulata |